# Пиротски управни округ
Пиротски управни округ се налази у југоисточном делу Републике Србије. Обухвата град и општине:
1. Град Пирот - седиште градско насеље Пирот,
2. Општина Бела Паланка - седиште градско насеље Бела Паланка,
3. Општина Бабушница - седиште градско насеље Бабушница и
4. Општина Димитровград - седиште градско насеље Димитровград.

Седиште округа је градско насеље Пирот. Према подацима са последњег пописа 2022. године у округу је живело 76.700 становника
Пирот се први пут помиње још у II веку. У његовој околини се налази црква св. Петке из XIII века, а манастир св. Јована Богослова, с краја XIV века, пример је средњовековне српске архитектуре.
Лековита вода из Звоначке бање, климатског лечилишта, коришћена је још у античком добу, а природне лепоте овог краја познате су широм Србије.
Ћилимарство (ткачка делатност, данас и грана индустрије) је најстарији занат који је Пирот прославио широм света. Пиротски крај познат је и по овчијем качкаваљу (Пиротски качкаваљ) и производу од млека, вурди а однедавно и по Пегланој кобасици.
Највећи део капацитета пиротских привредних колектива лоциран је у индустријској зони.